# Тапинома неясная
Tapinoma ambiguum  (лат.) — вид мелких муравьёв подсемейства Долиходерины.

## Описание
Мелкие чёрные муравьи размером около 2,5—3,0 мм (матки до 6 мм, самцы — до 5 мм). На клипеусе есть треугольная вырезка. Семьи относительно малочисленные, содержат около 1500 рабочих и 20—30 самок. Муравейники этого теплолюбивого вида без внешних построек. Восточная и центральная Европа, включая Беларусь, Россию и Украину.

## Охранный статус
Вид занесён в Красную книгу республики Беларусь. В Беларуси вид очень редок, известен из Ельского, Лепельского, Пружанского и Столбцовского районов. Населяет светлые леса, чаще сосновые, на легких песчаных и супесчаных почвах. Всего известно 5 гнёзд на территории Беларуси.